# À l'ami qui ne m'a pas sauvé la vie
À l’ami qui ne m’a pas sauvé la vie est un roman d’Hervé Guibert paru en 1990 chez Gallimard.

## Description
Sur le mode de l’autofiction, l’auteur raconte la maladie de son ami Muzil (Michel Foucault) et comment il découvre qu’il a le sida. Les deux personnages principaux du récit se répondent en écho : au véritable ami (Muzil), répond l'ami qui a trahi (Bill). Mais le narrateur n'est pas en reste, puisque lui-même joue sur les différents degrés de la manipulation et de la trahison, notamment par le biais de l'écriture, dessinant en même temps son propre portrait psychologique face à la montée inexorable de la maladie (le livre est lui-même qualifié de « seul ami présentement tenable » au chapitre 3). Ainsi, le livre est-il ironiquement dédié à Bill, pourtant pourfendu dans la deuxième partie et dans le chapitre terminal (« Pends-toi Bill ! »), alors que Muzil, dont le narrateur se reproche de décrire la lente et terrible agonie sur son lit d'hôpital, est dépeint avec une grande délicatesse et une immense tendresse (voir notamment le chapitre sur la mort de Muzil).
On peut reconnaître des personnalités de l’époque, comme Isabelle Adjani, sous le nom de Marine - en référence à la chanson Pull marine interprétée par Isabelle Adjani - grande amie lunatique et colérique, sempiternellement cachée derrière ses lunettes noires. On trouve aussi Daniel Defert (compagnon de Foucault qui créera, à la mort du philosophe, l'association AIDES), sous le nom de Stéphane, Bruno Nuytten (père du premier enfant d'Adjani), sous le nom de Richard. Thierry Jouno et sa compagne Christine sont Jules et Berthe.
Bill, un ami, lui annonce que Melvil Mockney (Jonas Salk, le découvreur du vaccin contre la poliomyélite) vient de trouver un remède. Promesses, grands discours, empathie se muent, au fil du roman, en trahison, imposture et manipulation : Bill n'aidera jamais Hervé, pire, il le laissera tomber. C'est à lui qu'il dédie ce livre : cet ami qui ne lui a pas sauvé la vie.
Le style d'écriture est travaillé par de longues phrases souvent tortueuses et complexes, quoique quelques chapitres soient constitués de phrases courtes (ainsi du tout premier chapitre avec son incipit célèbre : « j’ai eu le SIDA pendant trois mois »). On y reconnaît l’influence de Thomas Bernhard[réf. nécessaire]. Le roman est structuré en 100 chapitres, eux-mêmes globalement articulés en deux parties.

## Accueil
Ce récit fit scandale lors de sa sortie et révéla l’écrivain au grand public. Le Prix Colette lui fut attribué. Hervé Guibert passa notamment dans l’émission télévisée Apostrophes le 16 mars 1990, puis dans Ex-Libris le 7 mars 1991, pour la sortie du livre Le Protocole compassionnel. L'Homme au chapeau rouge (1992) vient compléter ces deux livres.
En 1994, À l’ami qui ne m’a pas sauvé la vie comptait environ 400 000 exemplaires vendus.
Christine Angot fait débuter son roman L'Inceste, paru en 1999, par une phrase inspirée de l'incipit du roman de Guibert.

## Commentaires
La dégradation physique, la mort sont déjà des thèmes présents dans les précédents ouvrages d’Hervé Guibert. Maître de l’autofiction, il joue avec la notion de vérité dans l’écriture. Comme le montre d'emblée la première phrase du roman, qui pourrait être qualifiée de « semi-mensonge », puisque l'auteur annonce n'avoir eu le sida que pendant trois mois, ce qui est médicalement impossible, mais psychologiquement imaginable (persuadé qu'il allait guérir de « cette maladie inexorable »). Ainsi le livre nous place-t-il dès son seuil dans une interrogation sur le rapport à la vérité et au mensonge, un rapport révélé par la découverte de la maladie.
L’irruption dans sa vie et celle de ses proches de la maladie mortelle bouleverse le rapport entre fiction et réalité de son œuvre, si bien que l'on finit par ne plus savoir si c'est la réalité qui inspire l’œuvre ou si c'est l’œuvre qui s'engendre grâce aux irruptions de la réalité. En ce sens l’œuvre peut être qualifiée de « métafiction » autant que d'autofiction. Guibert introduit aussi dans son univers romanesque la révélation de son état, sa déchéance physique et l’approche de sa mort. Écrit et publié à l’époque où l’épidémie de sida faisait de très nombreuses victimes, en l’absence de traitement efficace, ce livre a eu un grand retentissement. Il peut être considéré comme un chef-d’œuvre de la littérature contemporaine.

## Traductions
- Dem Freund, der mir das Leben nicht gerettet hat, traduction en allemand par Hinrich Schmidt-Henkel, Rowohlt, Reinbek, 1991  (ISBN 3498024639)
- To the Friend Who Did Not Save My Life, traduction en anglais par Linda Coverdale, Atheneum, 1991  (ISBN 0689121202)
- Другу, который не спас мне жизнь, traduction en russe par Marianna Kojevnikova et Valentina Joukova, magazine littéraire Inostrannaya literatoura, №8-9, 1991 ISSN 0130-6545
- Przyjacielowi, który nie uratował mi życia, traduction en polonais par Sylvia Bartkowska, Reporter, 1993  (ISBN 8385189432)
- Другові, який не врятував мені життя, traduction en ukrainien par Ivan Riabchyi, PNZL, Kyiv, 2018  (ISBN 9789669764447)
- All'amico che non mi ha salvato la vita, traduction en italien par Monica Martinat, Parma, Guanda, 1991  (ISBN 8877465042)
- Til vennen som ikke reddet livet mitt, traduction en norvégien par Henninge M. Solberg, Fanfare, Oslo 2022  (ISBN 978-82-93509-44-8)